# Pozo La Muela
Pozo La Muela es una localidad que pertenece al municipio de San Agustín. Está situado en el sureste de la comarca Gúdar-Javalambre en la provincia de Teruel (Aragón, España), a una altitud de 920 m. Coordenadas de la ubicación: N 40.10322 W 0.68322
El término municipal limita con la provincia de Castellón en la Comunidad Valenciana. Situado en la sierra de Javalambre, está atravesado por los ríos Maimona y Mijares.

## Distancias y transportes
La carretera TE-V-2131 conecta en tan sólo unos minutos San Agustín con la N-234 y A-23. Pozo La Muela dista 62 km de la capital de la provincia y 245 km de Zaragoza. Otras distancias a la Comunidad Valenciana son Segorbe (37 km), Castellón de la Plana (92 km) y Valencia (90 km). Barcelona se encuentra a 361 km y Madrid a 439 km.
Esta comarca está atravesada por la N-234 y la A-23, que une Valencia con el norte de la Península, alrededor de esta carretera se vertebran las comunicaciones de la comarca. Paralela a ésta transcurre la vía del tren y la vía verde, un sendero turístico por el lugar que pasaba el antiguo tren minero de Ojos Negros.

## Clima
El clima de Pozo La Muela es de tipo mediterráneo con influencia continental. Se encuentra fuertemente condicionado por factores de tipo geográfico: altitud y disposición compacta del relieve que aísla de las influencias directas mediterráneas, a pesar de la proximidad del mar. Los inviernos son fríos con fuertes nevadas y temperaturas mínimas inferiores a los -10 °C. Los veranos tienen un marcado carácter continental caracterizados por temperaturas superiores a los 25 °C durante el día, que descienden considerablemente durante la noche. Las precipitaciones son habituales durante los meses de septiembre, octubre y abril.

## Senderismo y montañismo
Pozo La Muela se caracteriza por tener gran cantidad de senderos y rutas para realizar andando, en bicicleta o en caballo. Este barrio contiene múltiples zonas por las que practicar la actividad del montañismo. En ellas se puede contemplar la biodiversidad de esta comarca.
Pequeños Recorridos
Senderos Locales

## Entorno natural
En la zona, la flora es rica y variada, destacando los bosques de encinas y robles. Así mismo destaca una nutrida población de sabinas, además de otras especies como álamos, chopos y avellanos en las zonas de ribera. Son destacables los bosques de pinos en los límites del municipio con la sierra de Pina de Montalgrao.
Son frecuentes y populares por sus usos medicinales, especies como la manzanilla, tomillo, la ajedrea, el romero o el espliego.
La gran extensión del municipio y la variedad de sus ecosistemas propinan una fauna muy diversificada que abarca desde mamíferos (erizo, tejón o comadreja, liebre, conejo, ardilla y lirón) a aves rapaces (águila real, perdiz, codorniz).

## Miradores
Este barrio tiene el virtuosismo de albergar numerosos miradores, gracias a su localización se puede otear grandes superficies de terreno llegando a verse otras localidades de la propia comarca Gúdar-Javalambre e incluso de las colindantes. Estos miradores son ideales para observar las estrellas debido a que podemos ver el cielo completo con total oscuridad.

## Economía
Entre sus infraestructuras destacan sus dos estaciones de esquí: Valdelinares y Javalambre ambas del grupo Aramón. Es una comarca que vive del turismo durante todo el año, en invierno por estas dos estaciones y en verano por el turismo termal y de interior gracias a su cercanía a la ciudad de Valencia. Existen municipios monumentales como Rubielos de Mora premio Europa Nostra a su conjunto monumental, Mora de Rubielos o Manzanera, también hay varios balnearios, zonas de acampada, lugares para las prácticas de muchos deportes, etc. El turismo de la zona viene principalmente de la Comunidad Valenciana.[cita requerida]
Recientemente se ha convertido en el mayor productor del mundo de trufa, ayudando de manera significativa a la economía de la comarca

## Demografía
Cuenta con una población de 1 habitante.
| 2000 | 2001 | 2002 | 2003 | 2004 | 2005 | 2006 | 2007 | 2008 | 2009 | 2010 | 2011 | 2012 | 2013 | 2014 | 2015 | 2016 | 2017 | 2018 | 2019 | 2020 |
| ---- | ---- | ---- | ---- | ---- | ---- | ---- | ---- | ---- | ---- | ---- | ---- | ---- | ---- | ---- | ---- | ---- | ---- | ---- | ---- | ---- |
| 1    | 1    | 1    | 1    | 1    | 1    | 1    | 1    | 1    | 1    | 1    | 2    | 1    | 1    | 3    | 3    | 3    | 1    | 1    | -    | -    |

## Edificios de interés
- Iglesia parroquial de San Agustín, edificio barroco del siglo XVII.

- Ermita gótica de la Virgen de Pradas, del siglo XV. Restos del castillo.

- Ermita de San Agustín, del siglo XV

- Ermita de la Virgen de Loreto, del XVII

Sobresaliendo por encima del casco urbano, observamos los volúmenes de la maravillosa Iglesia barroca construida en el siglo XVII. La iglesia parroquial está bajo la advocación del santo que da nombre al pueblo. Como corresponde a una obra barroca del siglo XVII, presenta sus tres naves cubiertas con bóveda de medio cañón con lunetos, salvo la capilla mayor, cerrada con una bóveda vaída. La torre, a los pies, en el lado del evangelio, es de dos cuerpos: el inferior de mampostería con sillares reforzando sus esquinas y el de campanas de ladrillo. La portada se halla definida por pilastras que se decoran con recuadros manieristas, y está precedida de un espacio a modo de atrio que fue en origen el cementerio. En el Museo Diocesano de Teruel se conserva procedente de esta localidad una interesante tabla del siglo XV, de estilo gótico internacional, que representa a la Virgen y el Niño.
Son varias las ermitas que se levantan en el entorno de la localidad, cabe destacar la de Ermita de San Agustín. Obra gótico-mudéjardel siglo XV, con nave cubierta por madera a dos aguas y espadaña a los pies.
A las afueras del pueblo, encontramos la ermita de Loreto, fechada en 1629. De mampostería, su única nave se cubre mediante bóveda de cañón con lunetos. El atrio se apoya en columnas de piedra en los ángulos. Fue reconstruida en el año 2007.
Junto a la aldea de Los Mases y el río San Agustín, se levanta el denominado conjunto de Pradas formado por un castillo y ermita. Del Castillo de Pradas, conservamos algunos restos de edificaciones defensivas, como la torre-fuerte de planta cuadrada con dos puertas de arcos de medio punto enfrentadas, aspilleras y remate almenado. También podemos contemplar huellas del amurallamiento y de un pequeño fortín. El castillo perteneció a la Baronía de Escriche y fue construido probablemente en el siglo XV.
En cuanto a la Ermita de la Virgen de la Pradas, cabe señalar que se trata de una atractiva construcción gótica del siglo XV de nave única y cubierta a dos aguas. Fue propiedad del barón de Escriche, quien la cedió en 1865, siendo renovada al año siguiente, cuando se restauraron los arcos. En 1917 se realizó el porche lateral de forma arquitrabada sobre tres columnas octogonales de piedra. Se restauró en 1985. Su única nave, obra de mampostería y cantería, se cubre con una techumbre de madera a dos aguas, y posee un arco triunfal apuntado. Tiene coro alto, y la espadaña de dos aguas se sitúa a los pies.
A las afueras de la población se halla la Fuente de la Virgen del Pilar, fechada en 1796, con caños en forma de cabeza de león protegidos por un arco de medio punto.

## Fiestas
Entre el 25 y el 31 de agosto, tienen lugar las fiestas en honor de San Agustín y la Virgen de Pradas.

## Galería

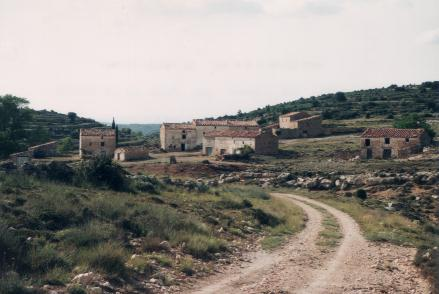
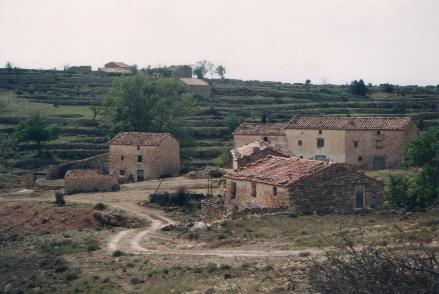
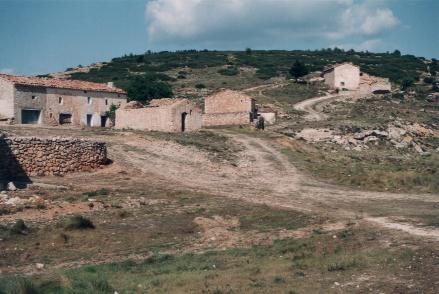
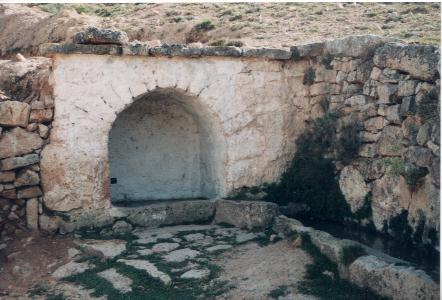
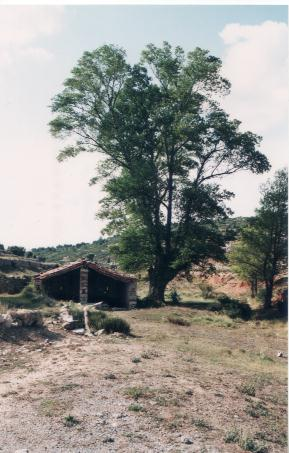
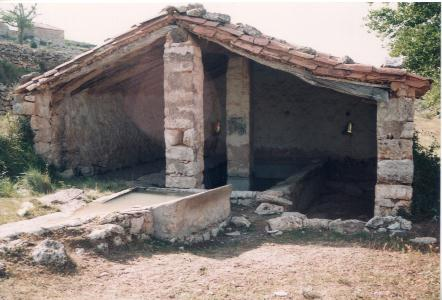
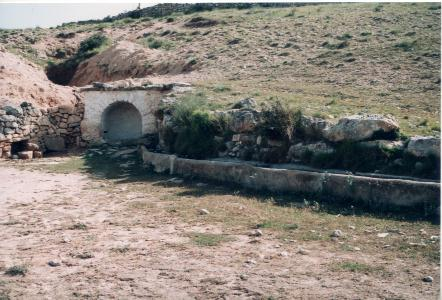